# Шанталь Бодо
Шанталь Бодо (Шанталь Наталі Бодо Хіменес) (ісп. Chantal Nathaly Baudaux Jiménez) (нар. 4 січня 1980, Каракас, Венесуела) — венесуельська акторка.
Свою зоряну кар'єру Шанталь Бодо почала в модельному бізнесі. Більшою мірою їй допомогла її надзвичайна зовнішня краса. Її мати-іспанка, а батько — француз. Від останнього Шанталь успадкувала ім'я і світлий колір шкіри.
До серіалу «Дружина Юди» Шанталь також знімається в трьох теленовеллах, де грає другорядні ролі. За красивою зовнішністю всякий раз розкривається сильна і безкорислива натура. Шанталь любить рок-музику і фільми жахів.

## Фільмографія
- 1998 — Любов до року («Hoy Te Vi»)
- 2000 — Мої три сестри («Mis Tres Hermanas»)
- 2001 — Каріссіма («Carissima»)
- 2002 — Дружина Юди («La Mujer de Judas»)
- 2003 — Куаіма («La Cuaima»)
- 2004 — Розпещена красуня («Negra Consentida»)
- 2005 — Коханці («Amantes»)
- 2007 — Вторгнення ззовні